# Dennou Coil
Dennou Coil (яп. 電脳コイル Дэнно: койру) — научно-фантастическое аниме, действие в котором происходит в недалёком будущем, когда в жизнь внедряется «дополненная реальность».
Слово «дэнно» используется, чтобы отличать виртуальное от реального, например «дэнно-кошка». Японское дэнно дословно значит «электронный мозг», но на китайском обозначает «компьютер» (кит. трад. 電腦, упр. 电脑, пиньинь diànnǎo) и часто переводится как «кибер». В начале мая 2018 года режиссер аниме «Dennou Coil», Мицуо Исо, анонсировал свой новый проект. Аниме по оригинальному сценарию было анонсировано на Anime Central. Выйдет оно под названием «Chikyuugai Shounen Shoujo».

## Сюжет
2026 год. Прошло одиннадцать лет с тех пор, как появились «дополняющие реальность» Интернет-устройства: киберочки и маски. Ученица младших классов Юко Оконоги вместе с сестрой Кёко переезжает к бабушке в город Дайкоку (яп. 大黒, «большой чёрный»), центр современных технологий нового полувиртуального мира.
В дополненной реальности существуют ошибки и «глюки», заклинания, позволяющие изменить дополненную реальность. Муниципалитет старается ограничить использование опасных недокументированных возможностей с помощью «сатти», роботов-антивирусов, уничтожающих сбоящие участки мира его форматированием. Однако сатти уничтожают не только вирусы, но и домашних животных обычных людей. В городе организовано общество киберсыска «Дэнно коиру», расследующее пропажу домашних киберлюбимцев.
Киберреальность отличается версиями прошивок, в «старом киберпространстве» действуют отличные от нового законы. Там могут выжить «иригару» — нелегалы, ошибки пространства.

## Персонажи
- Юко Оконоги (яп. 小此木 優子 Оконоги Ю:ко)

Сэйю: Фумико Орикаса
- Юко Амасава (яп. 天沢 勇子 Амасава Ю:ко)

Сэйю: Хоко Кувасима
- Кёко Оконоги (яп. 小此木 京子 Оконоги Кё:ко)

Сэйю: Акико Ядзима
- Кэнъити Харакава (яп. 原川 研一 Харакава Кэнъити)

Сэйю: Роми Паку
- Фумиэ Хасимото (яп. 橋本 文恵 Хасимото Фумиэ)

Сэйю: Сатико Кодзима
- Акира Хасимото (яп. 橋本 アキラ Хасимото Акира)

Сэйю: Юмико Кобаяси
- Тамако Харакава (яп. 原川 玉子 Харакава Тамако)

Сэйю: Дзюнко Нода
- Дайти Савагути (яп. (沢口 ダイチ Савагути Даити)

Сэйю: Сайто Риэ
- Санаэ Оконоги (яп. 小此木 沙苗 Оконоги Санаэ)

Сэйю: Рэйко Судзуки
- Нэкомэ Сосукэ (яп. 猫目 宗助 Нэкомэ Со:сукэ)

Сэйю: Юса Кодзи
- Канна (яп. カンナ Канна)

Сэйю: Май Айдзава
- Митико (яп. ミチコさん Митико-сан)

## Список серий
| 01 | Дети в очках «Мэганэ но кодомотати» (メガネの子供たち)                                    | 12 мая 2007      |
| Кёко и Юко приезжают в Дайтоку на электричке. В городе много киберживотных, на которых охотятся загадочные чёрные возмущения киберпространства. Любимец Юко, киберпёс Дэнсукэ, пропадает, запрыгнув в «дыру» за таким чёрным «монстром», случайно встреченная Юко сотрудница общества киберсыска по имени Фумиэ Хасимото помогает достать Дэнсукэ из дыры. У неё есть специальная киберудочка и заклинания «мэтатагу» (от англ. meta-tag), купленные в магазине «Мэгаси» (название образовано от слов «очки» (яп. 眼鏡 мэганэ) и «магазин дешёвых сладостей» (яп. 駄菓子 дагаси)). Неизвестная хакерша охотится за иригару, но Дэнсукэ нарушает её планы: Фумиэ из-за него ломает киберпространство и засылает в образовавшееся отверстие своего слугу, привязанного к удочке. Пока слуга ищет Дэнсукэ, появляются «кю-тян» (яп. 球ちゃん, «шарики»), небольшие летающие шары, помогающие сатти форматировать старое киберпространстово и чинить поломки. Один из них ломает удочку Фумиэ, другие вместе с сатти преследуют убегающих Юко и Фумиэ. |                                                                                           |                  |
| 02 | Детективное бюро «Виток» «Коиру дэнно: тантэй кёку» (コイル電脳探偵局)                    | 19 мая 2007      |
| Фумиэ и Юко убегают от «сатти» и находят убежище в дзиндзя: территория храмов подчиняется другому ведомству. Сатти, принадлежащие министерству почты, не могут входить в храмы (министерство культуры), дома, школы (министерство образования) и больницы (министерство здравоохранения). Юко называет себя Ясако (от другого прочтения первого иероглифа её имени: «нежный» (яп. 優しい ясасий)). Выясняется, что Дэнсукэ инфицирован иригару (англ. illegal), вирусом, портящим киберживотных. Фумиэ предлагает Ясако обратиться к «Мэгабаа», мегабабке, владелице «Мэгаси». Ясако приходит к Мэгабаа и с удивлением видит вместо грозной повелительницы киберпространства собственную бабушку. Бабушка отличается скверным характером, она жадная, но всегда готова помочь. Неизвестная хакерша уже не ищет иригару, а следит за Ясако. Она засылает небольших пушистых зверьков «модзё», которые охотятся на заболевшего Дэнсукэ. Мэгабаа даёт тому «лекарство», взамен требуя, чтобы Ясако присоединилась к обществу киберсыска. |                                                                                           |                  |
| 03 | Юко и Юко «Ю:ко то Ю:ко» (優子と勇子)                                                     | 26 мая 2007      |
| Модзё похищают Дэнсукэ, засовывают его в прозрачную капсулу и пытаются бежать к хозяйке, но Ясако отнимает Дэнсукэ. Фумиэ тоже преследовала модзё, но её задержали сатти. Сатти гонят Ясако в недостроенное здание. Таинственная хакерша спасает Ясако от сатти и обманом получает Дэнсукэ: в нём находится иригару, из которого она хочет получить нечто под названием «кирабаггу». Время действия лекарства, полученного у Мэгабаа, заканчивается, иригару отделяется от Дэнсукэ. Хакерша пытается открыть «замочную скважину» в иригару, но он разрушается, параллельно ломая окружающее киберпространство на куски. На следующий день в класс к Ясако и Фумиэ переводят ещё одну девочку, которую тоже зовут Юко, Амасава Юко (яп. 天沢 勇子). Это и есть таинственная хакерша. |                                                                                           |                  |
| 04 | Клуб хакеров города Дайкоку «Дайкоку-си хэйку курабу» (大黒市黒客クラブ)                  | 2 июня 2007      |
| Ясако пытается подружиться с новенькой, но та реагирует холодно и резко. Она игнорирует Фумиэ и их общего одноклассника Дайити, который намеревался взять Исако в свой клуб хакеров. Амасаву зовут так же как и Оконоги: Юко, но в их именах разные иероглифы: 優子 и 勇子. Фумиэ начинает панибратски называть новенькую «Исако» (от слова «смелый» (яп. 勇ましい исамасий)), однако той это явно не по душе. Дайити оскорблён и пытается отомстить, заспамив очки Исако баннерами. Та успевает перехватить его сигналы и сама рассылает ему огромное количество баннеров, не отрываясь от выполнения задания на уроке. Дайити задумывает месть. Фумиэ рассказывает Ясако о таинственной «Митико-сан», которая может исполнить любое желание. Дайити решает отомстить Исако, стреляя в неё пиротехникой через порталы. Исако перенаправляет снаряды в самого Дайити и членов его клуба. Фумиэ, сидя в коридоре, взламывает Исако и скачивает некоторое количество информации. Несмотря на повреждения, Мэгабаа смогла прочесть среди испорченных символов несколько слов, одно из которых — «Митико». |                                                                                           |                  |
| 05 | Автобусная гонка за мэтабагу «Мэтабагу со:дацу басу цуа:» (メタバグ争奪バスツアー)        | 9 июня 2007      |
| Фумиэ знакомит Ясако с президентом клуба биологии по имени Харакэн. Когда-то Дайити и весь Клуб хакеров состояли в Клубе биологии, а Дайити даже был его президентом. Но из-за кибершуток Дайити его сместили с поста, преемником назначили Харакэна, хотя Фумиэ сожалеет о том, что не она заняла место начальника. Исако предлагает подсчитывающему убытки Дайити с командой сотрудничество: на старой заброшенной автобусной станции много мэтабагу. Они тоже являются возмущениями киберпространства, из них делают заклинания. Дайити соглашается. Однако на месте выясняется, что невзрывоопасных мэтабагу там совсем немного. Исако хотела выяснить, сколько именно. Когда оказалось, что полезных мэтабагу мало, она попробовала поломать киберпространство, устроив пожар. Это привлекло сатти, один из них зажал Фумиэ и Ясако в угол. Харакэн спас их: он может приказывать сатти. |                                                                                           |                  |
| 06 | Красный автомат «Акай о:томатон» (赤いオートマトン)                                       | 16 июня 2007     |
| Фумиэ и Ясако шокированы тем, что сатти подчиняется Харакэну, они пытаются выяснить, почему он слушается его команды, но Харакэн ссылается на запрет разглашать конфиденциальную информацию и свою тётю. Фумиэ рассказывает о погибшей когда-то подруге Харакэна по имени Канна. Интровертный по природе, Харакэн не выразил чувств и в тот раз, но после её смерти ещё больше замкнулся в себе. Фумиэ и Ясако решают исследовать сатти с биологической точки зрения, записав его повадки и особенности в текстовый файл. Домашний киберзверь Фумиэ погиб из-за небольшого безвредного бага: сатти посчитал его опасным и уничтожил зверька. Кёко без разрешения путается под ногами, замешкавшись, она едва не попадается сатти, но Харакэн останавливает его. Ясако отсылает сестру домой с GPS-картой, по пути Кёко падает, карта портится, Кёко идёт блуждать по городу. Харакэн встречает Ясако и Фумиэ и объясняет, что Канна, как он считает, погибла из-за иригару. Ясако звонит мама и спрашивает, где Кёко. Ясако понимает, что сестра заблудилась. Кёко снова попадается сатти, на этот раз её спасает некая девушка на мотоцикле. Фумиэ, Ясако и Харакэн подоспевают на место «аварии», незнакомка оказывается тётей Харакэна. |                                                                                           |                  |
| 07 | Выступаем! Детективное бюро «Виток» «Сюцудо:!! Коиру тантэй кёку» (出動!!コイル探偵局)    | 23 июня 2007     |
| Фумиэ и Ясако получают от Мэгабаа задание: когда Мэгабаа была на горячих источниках, её соседка рассказала, что записала в своего киберхомячка информацию о «сокровище». Мэгабаа уверена: речь о «кирабагу», создании из городских легенд. Фумиэ и Ясако отправляются на заброшенную фабрику, где хомячка видели в последний раз. Кёко тайком идёт за ними. Исако пытается найти кирабагу своими методами: заставив «клуб хакеров» охранять территорию, она нарисовала мелками на полу той же фабрики «код», вызывающий иригару, и попыталась достать кирабагу. Ясако в поисках хомячка случайно стёрла ногой код, иригару сбежал от Исако. Та отправилась за ним. Кёко поймала хомячка, но потерялась. Убежавший иригару напугал её. Ясако забрела в закодированную силами Исако комнату, Исако заметила это и попыталась достать Ясако, но вместо этого сама оказалась запертой вместе с ней. Ясако снова предприняла попытку подружиться, и снова Исако резко её оборвала. Случайно поймав сигнал передающей станции, Ясако и Исако выбираются из комнаты. Иригару загнал Кёко на разрушающийся мост, где его уничтожил кю-тян. Подоспевшая Исако сломала кю-тян, но прогнившие опоры моста начали ломаться. Кёко окоченела от страха, Исако убеждает Кёко идти к ней и в последний момент хватает её за руку. Пойманного хомячка возвращают владелице, и та вспоминает, что сокровище — это сверкающая лысина её мужа. |                                                                                           |                  |
| 08 | Летний фестиваль, а потом дуэль «Нацу мацури, соситэ хатасиай» (夏祭り、そして果たし合い) | 30 июня 2007     |
| Учебный год закончился. На выпускной церемонии присутствует мать Канны. Она отдаёт Кэнъити очки Канны, которые та зашифровала. Члены детективного агентства и клуб хакеров встречаются на летнем фестивале, где Даити, по замыслу Исако, должен предложить Фумиэ и остальным дуэль. Даити колеблется, так как раньше они с Фумиэ были друзьями и даже вместе ходили на фестивали. Даити доставал через отца, ответственного за подготовку к фестивалям, «платиновые билеты», позволяющие бесплатно посетить все аттракционы, для Фумиэ. Теперь же он с другими «хакерами Дайкоку» подготовил здание школы к дуэли, испытанию воли. Две команды должны пройти заранее заданный маршрут по школе на крышу и положить на условленное место по кукле. Фумиэ соглашается. Исако поставила Даити условие: если он с хакерами отберёт очки у противников, она научит Даити «кодам», а если нет — она выгонит Даити из клуба. |                                                                                           |                  |
| 09 | Митико сан там «Атти но Митико-сан» (あっちのミチコさん)                                  | 7 июля 2007      |
| Фумиэ устраивает Ясако тренировки перед испытанием. «Хакеры Дайкоку» напичкали здание школы ловушками. Учительница Майко организовала ночёвку в школе с целью примирить «хакеров», формально входящих в клуб биологии, с остальными участниками клуба. Она пригласила нескольких «надёжных» знакомых, чтобы те помогли ей обеспечивать безопасность детей, но, едва те уснули, учителя ушли в классную комнату, где как следует поужинали. Учительница Майко опьянела от конфет с алкоголем, вышла из кабинета и наткнулась на детей, играющих в испытание воли. Она присоединилась к команде Ясако. Тётя Харакэна, Тамако, тоже была в школе: она, как и Исако, выслеживала иригару, в котором находилась Митико-сан. Сатти не могут входить на территорию школ, поэтому Тамако позволяет одному из сатти войти на свой страх и риск. Исако находит Митико-сан и пускает внутрь себя. Харакэн теряет сознание, увидев это, его кибертело теряет синхронизацию. Сатти находит Исако, но её силы теперь многократно усилились, и он ничего не может с ней поделать. |                                                                                           |                  |
| 10 | Дневник Канны «Канна но никки» (カンナの日記)                                             | 14 июля 2007     |
| Исако уничтожает сатти, Тамако «лечит» Харакэна. Испытание воли считается законченным вничью. Даити выгоняют из клуба, медлительный и добрый участник клуба Дэмпа, которого Даити когда-то спас от издевательств, уходит вместе с ним. Харакэн рассказывает Ясако и Фумиэ о том, что, когда его тело рассинхронизировалось, он слышал голос, рассказавший ему о том, что нужно пройти по определённому маршруту, чтобы открыть очки Канны. Также голос повторяет «4-4-2-3». Ясако вспомнила, что в детстве как-то раз потеряла Дэнсукэ и сама потерялась. На лестнице с тории незнакомый мальчик вернул ей собаку, представившись 4-4-2-3. В конце маршрута детей ожидает электронное письмо с кодом, но код не подходит к очкам. Ясако приходит в голову идея перевернуть код вверх ногами. В письме оказывается дневник Канны. Она поссорилась с Кэнъити перед смертью, пытаясь убедить того делать школьный проект вместе. В дневнике она пишет, что её отец получает должность в другом городе и это лето последнее для них с Кэнъити. Она пишет, что любит Кэнъити и скажет ему об этом после того, как сходит на перекрёсток «Ущелье». Но на перекрёстке её сбила машина. |                                                                                           |                  |
| 11 | Наводнение! Дайкоку «Тимбоцу! Дайкоку-си» (沈没! 大黒市)                                  | 21 июля 2007     |
| Даити ищет мэтабагу. Он решает найти иригару и достать их из него, так как он слышал, что Исако делала именно так. Даити находит маленькую рыбку-иригару и забирает её домой. Рыбка создаёт вокруг себя воду (киберпространство старой версии, в которой иригару могут жить). Даити выясняет, что рыбка питается текстурами, и откармливает её до огромного состояния. Ночью рыба проедает дыру в стене дома Даити и выплывает на улицу, пожирая текстуры. Кю-тяны для неё больше не помеха: она поедает и их. Тамако ничего не может сделать с рыбой, сатти всплывают в старом киберпространстве. Тамако обращается к Мэгабаа, которая просит ту извиниться за некие события в прошлом. Тамако оказывается членом общества киберсыска, а Мэгабаа знает её с детства. С помощью созданного Мэгабаа заклинания рыбу уменьшают, и с ней разделываются кю-тяны. |                                                                                           |                  |
| 12 | У Даити начинает расти шерсть «Даити, хацумо:су» (ダイチ、発毛す)                         | 28 июля 2007     |
| На лице у Даити вырастает киберборода, которую видно только в очках. Он заражает всех вокруг, включая Кёко и Мэгабаа. Борода оказывается колониями разумных существ. Мэгабаа создаёт устройство, с помощью которого можно посмотреть на бороду с увеличением, а также слышать разговоры волосков и говорить с ними. Борода Ясако эволюционирует быстрее всего, Ясако помогает волоскам в повседневных делах, а те взамен начинают ей поклоняться. Со временем волоски с разных щёк последовательно затевают гражданскую войну, разрабатывают системы радиовещания, ввязываются в межпланетный конфликт. Как Ясако ни пытается им объяснить, что война бессмысленна, они не слушают. Сатти уничтожают бороды на улице выстрелами своих лучей. В конце концов дети решают, что самое сохранное место для волосков — лысина мужа соседки Томоэ. Но через несколько дней дети находят на лысине письмо, в котором волоски сообщают, что отправляются искать Землю обетованную. |                                                                                           |                  |
| 13 | Последний плезиозавр «Сайго но кубинагарю:» (最後の首長竜)                                | 4 августа 2007   |
| Дэмпа за полгода до описываемых событий нашёл на пустыре участок старого киберпространства, где уцелели несколько иригару, похожие на плезиозавров. Дэмпа кормил их мэтабагами, но со временем остался только один. Город всё время форматируют сатти, а из-за ошибки в коде «плезиозавров» ранят свет и белая поверхность. Фумиэ, Харакэн и Ясако обнаруживают это заброшенное место. Фумиэ замечает, что на пустыре на следующий день начнётся строительство, а значит, плезиозавра уничтожат сатти. Дети решают вывести его в тёмное место со старым киберпространством. Они прокладывают туда путь, однако времени почти не остаётся, и плезиозавра выводят с пустыря ночью. Несмотря на усилия детей, они не успевают довести плезиозавра до спасительной реки, вода в которой ночью чёрная. Рассвет ранит плезиозавра, и он в агонии принимает трубы фабрики с противоположного берега за шеи других плезиозавров, по которым он скучал многие дни. Рассвет уничтожает плезиозавра, все дети плачут от отчаяния. Фумиэ, потерявшая киберпитомца, злится на себя и говорит, что к искусственным формам жизни нельзя привязываться, хотя плачет больше всех. |                                                                                           |                  |
| 13,5 | Частное расследование кибервитка «Дэнно: коиру дзию: кэнкю:» (電脳コイル自由研究)         | 25 августа 2007  |
| 14 | Записи о живых существах «Икимоно но кироку» (いきものの記録)                             | 1 сентября 2007  |
| Серия представляет собой краткий пересказ содержания предыдущих серий от лица Акиры, младшего брата Фумиэ, над которым она постоянно издевается. Киберпитомец Акиры — котоподобный зверёк с нелегально пропатченной функцией видеозаписи окружающего, с помощью которого Акира незаметно записывает всё происходящее в надежде использовать видеосвидетельства издевательств со стороны сестры для привлечению её к уголовной ответственности в будущем. Параллельно в кадр попадают также друзья Фумиэ — другие герои сериала, о которых Акира сообщает зрителям краткие сведения, уже известные из предыдущих серий. Однако из телевизионной передачи Акира узнаёт, что использование нелегально полученных видеозаписей в суде запрещено законом, а кроме того, Фумиэ становится известно о коллекции видеозаписей брата, и она предпринимает соответствующие шаги. В последней сцене серии к Харакэну, проследовавшему по очередному указанному в дневнике Канны маршруту и снова оказавшемуся на том перекрёстке, на котором она погибла, подходит незнакомец и, представившись защитником детей, настойчиво советует прекратить расследование, прозрачно намекая на то, что в случае непослушания Харакэна ждёт судьба его подруги. Вместо этого он рекомендует Харакэну узнать о происшедшем четыре года назад и обратить особое внимание на термин «Дэннокойру» — кибервиток. |                                                                                           |                  |
| 15 | Парень с той стороны станции «Эки муко: но сё:нэн» (駅向こうの少年)                       | 8 сентября 2007  |
| Ясако случайно забредает в незнакомый район и внезапно осознаёт, что где-то здесь много лет назад на лестнице со множеством тории произошла её встреча с очень понравившимся ей мальчиком, который представился как «4-4-2-3» и вернул ей потерявшегося тогда Дэнсукэ. Также она вспоминает, что на обратном пути от этой лестницы домой ей встретился печальный, заблудившийся иригару, который тоже искал »4-4-2-3». С помощью своего нового знакомого — ровесника по имени Такэру — Ясако обследует район, но не может найти лестницу со множеством тории. Вместе они догадываются, что эта лестница должна была быть не в реальности, а где-то в находящемся неподалёку киберпространстве устаревшей версии. По словам Такэру, подобных киберпространств в этом районе предостаточно, но их количество началось стремительно уменьшаться, поскольку вот уже неделю как сатти, до того фактически не заглядывавшие в этой район, развернули в нём широкомасштабную кампанию по уничтожению устаревших киберпространств. Такэру предупреждает Ясако не заходить в киберпространства версии ниже 5.19 (последняя повсеместно используемая версия киберпространства — 6.52), так как в них человеческий разум может застрять навсегда, что приведёт к коме или летальному исходу, а если же она всё же окажется в подобном пространстве — ни за что не снимать свои киберочки. В ходе поиска подходящего киберпространства Ясако вдруг осознаёт, что способна находить устаревшие киберпространства по странному голосу, который слышен только ей одной. Подобное умение может значит только одно — Ясако, сама того не осознавая, овладела таинственной незадокументированной функцией киберочков «Имаго», позволяющей находить устаревшие киберпространства по подобному «зову». Такэру спешит разъяснить это Ясако, а затем, проведя её до её района и оставшись один, сообщает об этом какому-то человеку в телефонной беседе. |                                                                                           |                  |
| 16 | Больничная палата Исако «Исако но бё:сицу» (イサコの病室)                                 | 15 сентября 2007 |
| Случайно оказавшаяся в здании больницы Ясако замечает Исако Амисаву. Исако входит в палату номер «4-4-2-3». Там в коме лежит молодой человек — тот самый, которого Ясако встретила несколько лет назад в устаревшем киберпространстве. Этот человек — брат Исако, который не смог вернуться из киберпространства. В это же самое время последовавший совету незнакомца из 14-й серии Харакен ищет данные четырёхлетней давности, так или иначе связанные с киберпространством, и узнаёт о детях, то тут, то там терявших сознание под воздействием киберочков. В первый же миг после прихождения в себя дети вспоминали о большой чёрной замочной скважине, в которую уходит освещаемый закатом дорожный переход со стоящими на нём иригару, и зарисовывали их. Точно такие же рисунки имеются как в дневнике Канны, что Харакен вспоминает, так и в дневнике Ясако, о чём он не может знать. Тем временем повстречавшийся Харакену незнакомец поступает на работу в департамент Тамако и даже оказывается её непосредственным начальником. Тамако с ним явно знакома, сразу обращается к нему по фамилии — Некоме, но при этом совсем не рада встрече и боится, что он «опять что-то затеял». Ещё Тамако обеспокоена тем фактом, что устаревшее киберпространство продолжает распространяться — причём только у них в городе. Сравнивая полученную об иригару информацию, она с Некоме случайно догадывается о том, что у Исако есть не вернувшийся из киберпространства брат. Сопоставляющий полученные из газет четырёхлетней давности сведения Харакен также устанавливает связь между Исако и одним из потерявших сознание четыре года назад юношей с её фамилией. |                                                                                           |                  |
| 17 | Последние летние каникулы «Сайго но нацу ясуми» (最後の夏休み)                            | 22 сентября 2007 |
| Ясако и Харакен понимают, что Исако ловит иригару и извлекает из их тел кирабаггов, потому что, собрав определённое количество этих «субстанций», можно проникнуть в ту часть киберпространства, где находится разум застрявших в нём людей, то есть и разум брата Исако, который она хочет вернуть в его тело. Исако при помощи своих подручных продолжает охоту на иригару. Им удаётся захватить ещё одного — теперь у Исако как раз есть необходимое количество кирабаггов для того, чтобы попытаться открыть проход в нужную область киберпространства. Однако её действия не остаются незамеченными: Тамако понимает, что Исако занимается чем-то достаточно опасным, в исходе чего она сама не уверена, и пытается помешать ей с помощью армии сатти в тот самый момент, когда Исако пытается открыть проход. Исако в отчаянии — она на пороге прохода в иной мир, а к ней прорываются многочисленные сатти. В этот самый момент появляется Харакен. Он предлагает Исако остановить сатти с помощью известного ему от своей тёти (т. е. Тамако) программного кода, но за это он хочет, чтобы Исако провела его в потайную часть киберпространства, где он надеется встретить душу погибшей Канны. Оказывается, она уже несколько раз приходила к нему во сне и молила о помощи... |                                                                                           |                  |
| 18 | (Створчатая) дверь в иной мир «Икай э но тобира» (異界への扉)                             | 29 сентября 2007 |
| 19 | Чёрные посетители «Курой хо:монся» (黒い訪問者)                                           | 6 октября 2007   |
| 20 | Канна и Ясако «Канна то ясако» (カンナとヤサコ)                                           | 13 октября 2007  |
| 21 | Чёрный автомат «Курой о:томатон» (黒いオートマトン)                                       | 20 октября 2007  |
| 22 | Последний виток «Сайго но коиру» (最後のコイル)                                           | 27 октября 2007  |
| 22,5 | Генеральная репитиция кибервитка «Дэнно: коиру со:дзарай» (電脳コイル総復習)              | 3 ноября 2007    |
| 24 | Осуществлённая просьба «Канарарэта нэгай» (かなえられた願い)                              | 10 ноября 2007   |
| 24 | Дети, выкидывающие очки «Мэганэ о сутэру кодомотати» (メガネを捨てる子供たち)             | 17 ноября 2007   |
| 25 | Перекрёсток «Ущелье» в Канадзаве «Канадзава-си хадзама ко:сатэн» (金沢市はざま交差点)     | 24 ноября 2007   |
| 26 | Ясако и Исако «Ясако то исако» (ヤサコとイサコ)                                           | 1 декабря 2007   |

## Музыка
Открывающие темы (opening)
- «Prism» (プリズム)

Исполняет: Аяко Икэда
Закрывающие темы (ending)
- «Sora no Kakera» (空の欠片)

Исполняет: Аяко Икэда